# (5711) Eneev
(5711) Eneev (1978 SO4) – planetoida z grupy pasa głównego asteroid okrążająca Słońce w ciągu 7,83 lat w średniej odległości 3,94 j.a. Odkryta 27 września 1978 roku.